# 115-й зенитный артиллерийский полк
115-й зенитный артиллерийский полк — воинская часть вооружённых сил ПВО СССР в Великой Отечественной войне.

## История

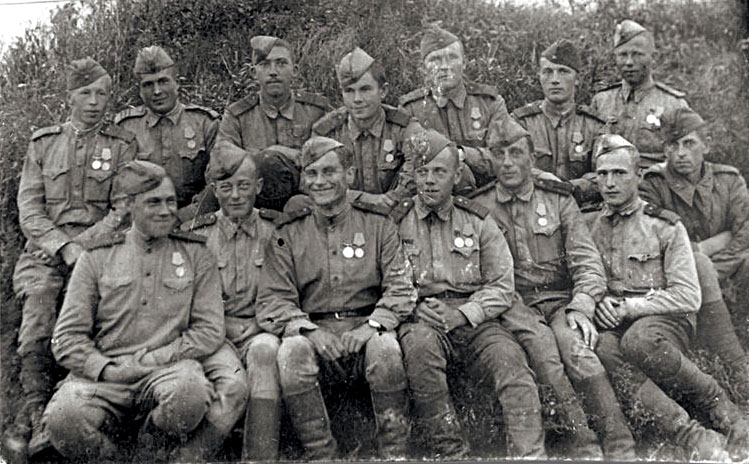
Воины полка (2-й ряд, 3-й слева Ю. В. Никулин)

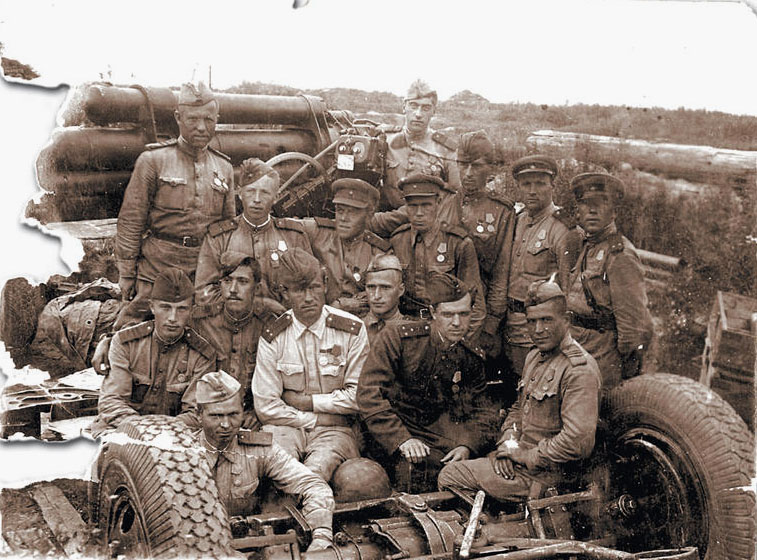
Воины полка (1-й ряд, 2-й слева Ю. В. Никулин)

Принимал участие в Зимней войне 1939-1940 годов.
В составе действующей армии во время Великой Отечественной войны с 22 июня 1941 года по 18 мая 1944 года.
С начала и до конца боевых действий входил в состав 2-го корпуса ПВО (с апреля 1942 года Ленинградская армия ПВО). Полк состоял из пяти зенитных дивизионов орудий среднего калибра (85-мм или 76-мм орудий), каждый состоял из пяти зенитных батарей, трёхбатарейного дивизиона малого калибра (37-мм пушки) и прожекторного батальона из пяти рот. Каждая батарея состояла из взвода управления и огневого взвода, имела на вооружении четыре орудия и счетверённую зенитную пулемётную установку на автомобиле.
Постоянно базировался в Ленинграде в районе Лисий Нос, Горская, Левашово, Тарховка, Сестрорецк, однако отдельные подразделения привлекались для обеспечения других операций в районе Ленинграда.
Так, одной батарей осенью 1942 года прикрывает советские войска в районе Невской Дубровки. В январе 1943 года 2-й дивизион полка привлекался для обеспечения противовоздушной обороны войск 67-й армии, проводивших операцию «Искра» по прорыву блокады Ленинграда. С весны 1943 года двумя батареями из состава полка прикрывает 5-ю ГЭС.
Первый налёт отражал 23 июня 1941 года. В августе 1941 года в полку был сформирован отдельный дивизион, который был направлен на юго-западные подступы к Ленинграду в район Волосово — Кингисепп для использования его в качестве противотанкового. Дивизион ведёт бои в указанном районе, позднее в сентябре 1941 года — в районе Красного Села. К началу ноября 1941 года дивизион отчитался о 45 сбитых вражеских самолётах, 13 подбитых танков, уничтожении пяти артиллерийских и двух миномётных батарей, 24 пулемётных гнёзд, 87 автомашин с солдатами и боеприпасами, свыше тысячи вражеских солдат и офицеров.
Тяжёлые бои, отражая налёты немецких бомбардировщиков, полк ведёт в апреле-мае 1942 года и апреле-мае 1943 года. При этом, некоторые зенитные батареи, входившие в полк, полностью были женскими, для примера, после прорыва блокады Ленинграда получил пополнение: 910 человек, в том числе 278 девушек.
Из воспоминаний ветерана полка В. И. Палубкова

Особенно памятной была ночь на 13 апреля 1943 г. Немцы решили разбомбить переправу и наш аэродром. Три девятки «Юнкерсов» заходили на бомбометание звёздным налётом, с разных сторон. В светлое время суток строй самолётов зенитками был развален. Наша главная задача ночи — не допустить самолёты к объектам, поставить огневую завесу на их пути. Зенитных орудий пулемётов вокруг переправы и аэродрома было достаточно. Помогали корабли. Всю ночь бомбежка не прекращалась ни на минуту с освещением объектов ракетами и светобомбами. Орудия и пулемёты раскалялись от стрельбы, краска горела, НО ЛЮДИ выстояли. Переправу сохранили, не дали разрушить причалы. Это для нас, зенитчиков, было победой. Я был контужен и оглох. Лишь на третьи сутки пришёл в себя. Потом было много других налётов и обстрелов. Но этот бой для меня и нашей батареи запомнился особо.— http://www.infokniga.ru/index/15436
В ходе подготовки к Красносельско-Ропшинской операции полк обеспечивал прикрытие переброски войск 2-й ударной армии на Ораниенбаумский плацдарм. После её проведения продолжает оставаться на своих позицих северо-западнее Ленинграда. За время войны полк сбил 52 вражеских самолёта
(чуть выше рассказано, что только ОДИН дивизион за неполные 5 месяцев 1941 сбил аж 45 самолётов).
18 мая 1944 года переформирован в 43-ю зенитную артиллерийскую бригаду ПВО

## Полное наименование
- 115-й зенитный артиллерийский полк

## Командиры
- Кирш Григорий Васильевич, полковник ( — 30.4.1940)
- Горянин Анатолий Николаевич[бел.], майор, полковник (май 1940 — май 1941)
- Привалов, Владимир Георгиевич, майор, подполковник, полковник (июнь 1941 — 1943)

## Память
- Стела на берегу озера Разлив со словами: «Здесь в 1941—1945 годах стояла единственная на Ленинградском фронте 8-я женская зенитная батарея. Слава женщинам-фронтовичкам!».

## Известные люди, служившие в полку
- Никулин, Юрий Владимирович, (с 1939 до 1943 года сержант в 6-й батарее, впоследствии один из известнейших советских и российских артистов цирка и кино.
- Абрамова, Зинаида Васильевна, комсорг полка, впоследствии профессор Ленинградского сельскохозяйственного института, доктор сельскохозяйственных наук, депутат Ленинградского городского Совета[2]
- Андреев, Николай Дмитриевич, командир зенитной батареи, впоследствии профессор, доктор филологических наук, советский и российский лингвист.